# Поперечный просек
Попере́чный про́сек — просека, расположенная в Восточном административном округе города Москвы на территории района Сокольники.

## История
Просек получил своё название в 1925 году по положению относительно 1—6-го Лучевых просеков.

## Расположение
Поперечный просек проходит по территории парка «Сокольники» широким полукольцом от улицы Сокольнический Вал, являясь продолжением 1-й Рыбинской улицы, на северо-запад, постепенно поворачивая на юго-восток и поочерёдно пересекая 1-й, 2-й, 3-й, 4-й, 5-й и 6-й Лучевые просеки, проходит до Богородского шоссе, за которым продолжается как Малая Ширяевская улица. Нумерация домов начинается от улицы Сокольнический Вал.

## Примечательные здания и сооружения
По нечётной стороне:
- д. 1а — детский сад № 2198 и Европейская гимназия;
- д. 1г — администрация национального парка «Лосиный Остров»;
- д. 1д — детский сад № 1813;
- д. 3 — Московская областная детская ортопедо-хирургическая больница восстановительного лечения;
- вл. 11 — конноспортивный клуб «Сокорос» (ранее — «Урожай»);
- д. 17 — 7-й центральный военный клинический авиационный госпиталь Министерства обороны Российской Федерации; на территории госпиталя расположен памятник самолёту МиГ-21;
- д.17 корпус 14  памятник архитектуры (региональный)(на территории 7-го центрального военного клинического авиационного госпиталя Министерства обороны Российской Федерации), объект культурного наследия регионального значения[3] - Бывшая дача «водочного короля» России Петра Арсеньевича Смирнова, купившего владение у Лепешкиных. На большом участке располагался комплекс построек, от которого до наших дней дошло только одно здание. Оно представляет собой асимметричную композицию каменных и деревянных объемов, один из которых увенчан куполом. По завещанию 1898 года владение по Поперечному просеку №1218 перешло жене, М.Н. Смирновой, с детьми[4]. В 1911 году дача продана для размещения санатория «Сокольники» доктора Соловьева[5]. Санаторий предназначался для лечения нервных и внутренних болезней, болезней обмена веществ. Здесь в годы Великой Отечественной войны размещался первый госпиталь для летного состава Красной Армии. Здесь был прооперирован Алексей Маресьев. В 1944 году госпиталь посетил Шарль де Голль[6].   Памятник находится на территории военного клинического авиационного госпиталя Министерства обороны России им. Н.Н. Бурденко. Много лет пустует и разрушается[4]. Объект находится в федеральной собственности. Мосгорнаследием оформлено охранное обязательство с пользователем — ФГУ «7 Центральный военный клинический авиационный госпиталь Министерства обороны Российской Федерации». Департаментом запланировано проведение контрольного мероприятия по выполнению работ по сохранению памятника. На сегодняшний день очевидно, что работы по сохранению так и не были начаты[4]. 22 сентября 2016 года Распоряжением Мосгорнаследия был утвержден предмет охраны памятника, в конце года - присвоен статус регионального ОКН[6].
- д. 35 — Музей орловского рысака и русской тройки.

По чётной стороне: зданий нет.

## Транспорт

### Автобус
- 75: от Богородского шоссе до 6-го Лучевого просека и обратно.
- 140: от улицы Сокольнический Вал до 6-го Лучевого просека и обратно.

### Метро
- Станция метро «Сокольники» Сокольнической линии и «Сокольники» Большой кольцевой линии (соединены переходом) — южнее просека, на Сокольнической площади.